# 2003 في الفلبين
فيما يلي قوائم الأحداث التي وقعت خلال عام 2003 في الفلبين.

## سياسة

### تعيين في المنصب
- 1 سبتمبر – غلوريا ماكاباغال أرويو وزير الدفاع الوطني [الإنجليزية]‏.

### انتهاء فترة المنصب
- 2 أكتوبر – غلوريا ماكاباغال أرويو وزير الدفاع الوطني [الإنجليزية]‏.

## رياضة
- 1 يناير – بطولة آسيا لألعاب القوى 2003

## وفيات

### يوليو
- 19 يوليو – فيك فارغاس (مواليد 1939) لاعب جودو فلبيني.

### نوفمبر
- 20 نوفمبر – بيدرو أديجي (مواليد 1943) ملاكم فلبيني.